# Alexandre Dayon
Alexandre Dayon, né le 7 août 1967, est président chargé de la stratégie de l'entreprise Salesforce. 

## Biographie
Ingénieur de formation et passionné de nouvelles technologies, Alexandre Dayon commence sa carrière en participant en 1990 à la création de BusinessObjects aux côtés de Bernard Liautaud et Denis Payre. L’entreprise rencontre un grand succès avant d’être rachetée par l’éditeur allemand SAP en 2008.
Alexandre Dayon crée sa propre entreprise, InStranet, spécialisée dans la gestion de connaissances pour centre d'appels, à Chicago. En août 2008, il vend sa start-up à Salesforce.com pour un montant estimé à  31,5 millions de dollars selon La Tribune. Il  collabore par la suite avec Marc Benioff, le PDG et fondateur de Salesforce qui le considère comme l'un des « symboles du génie français ». Il le nomme également comme représentant auprès de l'État français pour défendre l'économie numérique.
Membre du comité de direction de Salesforce.com, leader de la gestion de la relation client (CRM) dans le cloud, il occupe la fonction de Chief Strategy Officer. Depuis 2008, il a notamment supervisé le développement de la plateforme de commerce électronique, nommée Einstein, visant à concurrencer Amazon.